# Jesus, du som själen mättar
Jesus, du som själen mättar är en gammal psalm i nio verser av Johann Flittner Jesu, meiner Seelen Weide från 1661. Den översattes 1691 till svenska av Jakob Arrhenius  med anslaget Jesu, du som själen spisar. I Sionstoner 1935 finns psalmen med anslaget Värdes, Jesu, när mig bliva vilket är synonymt med vers 7-9 av 1819 års text. Psalmen bearbetades av Jan Arvid Hellström 1979 till den nya titelraden Jesus, du som själen mättar och fem verser.
Psalmen inleds 1695 med orden:
Jesu, tu som siälen spisar
Medh titt Ord, och nådh bewisar
Melodin är svensk, möjligen skriven av Jakob Arrhenius själv.

## Publicerad som
- Nr 246 i 1695 års psalmbok med titelraden "Jesu, du som själen spisar", under rubriken "Om Christi Förtienst / Kärlek och nådiga Närwarelse".
- Nr 205 i 1819 års psalmbok med titelraden "Jesu, du som själen spisar", under rubriken "Nådens ordning: Den dagliga förnyelsen under bön, vaksamhet och strid mot andliga fiender".
- Nr 790 i Sionstoner 1935 med titelraden "Värdes, Jesu, när mig bliva", under rubriken "Avslutning och avsked".
- Nr 342 i 1937 års psalmbok med titelraden "Jesu, du som själen spisar", under rubriken "Trons vaksamhet och kamp".
- Nr 355 i Den svenska psalmboken 1986 under rubriken "Jesus, vår Herre och broder".
- Nr 314 i Svensk psalmbok för den evangelisk-lutherska kyrkan i Finland (1986) under rubriken "Bön och förbön".